# Лутугино
Луту́гино (укр. Лутугине) — город в Луганском районе Луганской области Украины, до 2020 года был административным центром де-юре упразднённого Лутугинского района. С 2014 года населённый пункт контролировался управляемой из России марионеточной Луганской Народной Республикой. В настоящее время под российской оккупацией.

## География
Город Лутугино расположен на правом берегу реки Ольховая, в 22 км от города Луганска, железнодорожная станция на линии Лихая — Родаково. Через город проходит автодорога Луганск — Красный Луч. Соседние населённые пункты: посёлки Успенка (примыкает) и Врубовский (оба выше по течению Ольховой) на западе; Челюскинец и Ленина на северо-западе; Георгиевка (примыкает) и село Роскошное (оба ниже по течению Ольховой) на северо-востоке; аэропорт Луганска и сёла Переможное, Глафировка на востоке, Волнухино, Новофёдоровка, Петро-Николаевка, посёлки Ключевое на юго-востоке, Лесное на юге.

## История
Населённый пункт возник в конце XIX века, в период подъёма промышленного производства. Окружающие земли, богатые залежами каменного угля, извести, песка, привлекли внимание иностранных и местных капиталистов.
В 1896 году в связи со строительством железнодорожной станции и завода прокатных валков возник небольшой, вначале безымянный, заводской посёлок. В 1914 году посёлок получил название Шмидтовка — по имени владельца завода, немецкого предпринимателя Шмидта.
В 1921 году заводской посёлок и железнодорожную станцию переименовали в посёлок Лутугино, в честь известного русского учёного-геолога и общественного деятеля Л. И. Лутугина.
В предвоенные годы значительно изменился внешний вид посёлка. Выросли новые улицы, завершилась электрификация и радиофикация населённого пункта. Город входил в состав Успенского района, в посёлке Успенка в помещении почты находился первый радиоузел, других средств электросвязи до 1945 года в районе не было. 28 октября 1938 года Лутугино получило статус посёлка городского типа.
В годы Великой Отечественной войны в боевых действиях участвовало 1217 лутугинцев. Послевоенный период в истории города Лутугино характеризуется ускоренными темпами развития промышленности, развёртыванием жилого и культурного строительства и дальнейшим развитием радиофикации города и района.
По состоянию на 1953 год, в Лутугино действовали чугунолитейный завод, средняя и семилетняя школы, клуб, библиотека и Дом культуры.
В 1959 году численность населения составляла 11 375 человек. В 1960 году посёлок Лутугино получил статус города.
3 января 1965 года по Указу Президиума Верховного Совета УССР был создан Лутугинский район, административным центром которого стало Лутугино.
В 1971 году было принято решение о газификации города, реализованное в 1972—1975 гг.
В 1972 году численность населения города составляла 14,5 тысяч человек.
По состоянию на начало 1981 года в Лутугино действовали шахтоуправление им. В. И. Ленина, завод прокатных валков, профтехучилище, 5 общеобразовательных школ, музыкальная школа, 11 библиотек, больница, Дом культуры, клуб, кинотеатр и комбинат бытового обслуживания.
В январе 1989 года численность населения города составляла 18 973 человека, основой экономики являлась добыча каменного угля.
В мае 1995 года Кабинет министров Украины утвердил решение о приватизации находившихся в городе завода прокатных валков, АТП-10906 и арендного предприятия «Шахтёр», в июле 1995 года было утверждено решение о приватизации ПМК № 3.

### Российско-украинская война
27 июля 2014 года вооружённые силы Украины заняли Лутугино. Сепаратисты ЛНР отошли к Луганску, чтобы сорвать попытку деблокирования Луганского аэропорта со стороны ВСУ.
1 сентября после очередного артиллерийского обстрела позиций вооружённых сил Украины военные отступили из Лутугино. Город заняли вооружённые формирования ЛНР.
За время боевых действий с июня по сентябрь 2014 года город переходил трижды из рук в руки ВСУ и сепаратистов ЛНР, значительно пострадал, по итогу 2014 года — самый пострадавший город, находившийся под контролем ЛНР.
В сентябре 2014 года город по факту возглавлял и руководил им Председатель районного совета Дегтяренко Владимир, после его избрания в ноябре 2024 года в Народный Совет ЛНР район и город возглавил гражданин России Егор Русский. В 2015 году город окончательно утратил самостоятельность и стал единой единицей под руководством Главы администрации района. В 2023 году Лутугинский район и город Лутугино были объединены в муниципальный округ, которым руководит Глава администрации муниципального округа.
1 января 2015 года в Лутугино из автоматов, гранатомётов и реактивных огнеметов был сожжён кортеж Александра Беднова-«Бэтмена», который выполнял функции министра обороны ЛНР в августе 2014 года, а затем был назначен начальником штаба 4-й мотострелковой бригады.

## Население

### Языковой состав
По данным переписи 2001 года 42,35 % населения города указали украинский язык родным, 56,93 % — русский, 0,72 % — другие языки.

## Руководство
Городом управляет администрация Лутугинского района (Муниципального образования).

### Руководство города
Городской голова
Сергей Москалёв (2010—2014)
Мэр города Лутугино
Русский Егор Анатольевич (2 декабря 2014 — 29 января 2015)
Главы администрации Лутугинского района
Русский Егор Анатольевич (29 января 2015 — 2 июня 2016)
Коретников Роман Александрович (с 14 ноября 2016 года по 2018 год)
Бондарь Евгений Николаевич (с 2018 года по настоящее время)

## Экономика
Район — промышленно-аграрный. В нём работает более 40 предприятий промышленности, транспорта, связи, строительных организаций и предприятий АПК. 46,3 % составляет продукция чёрной металлургии в общем объёме промышленного производства. Крупнейшее предприятие — Лутугинский научно-производственный валковый комбинат.